# Cairanne
Cairanne é uma comuna francesa na região administrativa da Provença-Alpes-Costa Azul, no departamento de Vaucluse. Estende-se por uma área de 22,51 km². Em 2010 a comuna tinha 1 098 habitantes (densidade: 48,8 hab./km²).